# Lacam-d'Ourcet
Lacam-d'Ourcet est une ancienne commune française située dans le département du Lot, en région Occitanie, devenue, le 1er janvier 2016, une commune déléguée de la commune nouvelle de Sousceyrac-en-Quercy.

## Géographie

### Localisation
Commune située dans le Quercy.

### Communes limitrophes
|                     |                | Sousceyrac (Sousceyrac-en-Quercy) |
| Latouille-Lentillac | Lacam-d'Ourcet |                                   |
|                     | Gorses         | Sénaillac-Latronquière            |

## Toponymie
Le toponyme Lacam-d'Ourcet est basé, pour sa première partie, sur l'oronyme pré-celtique calm qui désigne un plateau rocheux et dénudé, voire une terre inculte. ourcet vient du latin urceolum qui désigne un vase, une cruche en référence à la forme du terrain plutôt qu'un petit ours.

## Histoire
La commune a été créée en 1891 par détachement de sections de celle de Latouille-Lentillac.

## Politique et administration

### Liste des maires
| Période | Période       | Identité           | Étiquette | Qualité |
| ------- | ------------- | ------------------ | --------- | ------- |
| 02.1853 | 03.1853       | Jean Lherm         |           |         |
| 1853    | 1865          | Jérôme Verniere    |           |         |
| 1866    | 1871          | Géraud Mazet       |           |         |
| 1871    | 1887          | Jean Lherm         |           |         |
| 1888    | 1889          | Frédéric Poujade   |           |         |
| 1890    | 1891          | Auguste Solacroux  |           |         |
| 1891    | 1893          | Firmin Mazet       |           |         |
| 1893    | 1904          | Jean-pierre Laval  |           |         |
| 1904    | 1925          | Paul Vernieres     |           |         |
| 1925    | 1931          | Jean Blazy         |           |         |
| 1931    | 1935          | Paul Meynadie      |           |         |
| 1935    | 1942          | Barthelemy Felzine |           |         |
| 1942    | 1963          | Maurice Bray       |           |         |
| 1963    | 1983          | Pierre Mas         |           |         |
| 1983    | 1989          | Roger Bray         |           |         |
| 1989    | 2014          | Michel Rougie      |           |         |
| 2014    | décembre 2015 | Jean-Yves Landas   |           |         |

## Population et société

### Démographie
L'évolution du nombre d'habitants est connue à travers les recensements de la population effectués dans la commune depuis 1891. À partir du 1er janvier 2009, les populations légales des communes sont publiées annuellement dans le cadre d'un recensement qui repose désormais sur une collecte d'information annuelle, concernant successivement tous les territoires communaux au cours d'une période de cinq ans. 
Pour les communes de moins de 10 000 habitants, une enquête de recensement portant sur toute la population est réalisée tous les cinq ans, les populations légales des années intermédiaires étant quant à elles estimées par interpolation ou extrapolation. Pour la commune, le premier recensement exhaustif entrant dans le cadre du nouveau dispositif a été réalisé en 2007,.
En 2013, la commune comptait 112 habitants, en évolution de −12,5 % par rapport à 2008 (Lot : +0,05 %, France hors Mayotte : +2,49 %).
| 1891 | 1896 | 1901 | 1906 | 1911 | 1921 | 1926 | 1931 | 1936 |
| ---- | ---- | ---- | ---- | ---- | ---- | ---- | ---- | ---- |
| 515  | 511  | 502  | 527  | 523  | 344  | 312  | 304  | 285  |

| 1946 | 1954 | 1962 | 1968 | 1975 | 1982 | 1990 | 1999 | 2007 |
| ---- | ---- | ---- | ---- | ---- | ---- | ---- | ---- | ---- |
| 264  | 223  | 207  | 175  | 156  | 130  | 115  | 116  | 128  |

| 2012 | 2013 | - | - | - | - | - | - | - |
| ---- | ---- | - | - | - | - | - | - | - |
| 112  | 112  | - | - | - | - | - | - | - |

## Culture locale et patrimoine

### Lieux et monuments
- Chapelle Notre-Dame de Verdale
- l'église Notre-Dame de l'annonciation

### Personnalités liées à la commune
- L'abbé Paulin Martin (1840-1890), bibliste et orientaliste.